# Standard Catalogue of British Coins
Der Standard Catalogue of British Coins, auch als Coins of England and the United Kingdom und nach seinem Begründer als Seaby Catalogue oder kurz S. bekannt, ist ein englischsprachiger, jährlich erscheinender Münzkatalog. 

## Umfang und Bedeutung
Der Katalog umfasst alle Münzen, die auf den Britischen Inseln in Umlauf waren, von den frühesten Zeiten, als um 150 v. Chr. Münzen aus Nordgallien eingeführt wurden, bis hin zu den jüngsten Neuausgaben der Royal Mint. Er gilt als das Standard-Nachschlagewerk für Britische Münzen und als wesentlicher Leitfaden gleichermaßen für Anfänger, ernsthafte Numismatiker und an Britischen Münzen Interessierte. Seine Katalognummern werden international verwendet und von Auktionshäusern und Händlern zitiert.

## Geschichte
Coins of England and the United Kingdom wurde erstmals 1929 von der Londoner Münzhandlung B.A. Seaby Ltd. veröffentlicht, als Broschüre unter dem Titel Catalogue of Coins of Great Britain and Ireland, sodann etwa zweijährlich bis zum Kriegsausbruch 1939. Auf dieser Basis verfasste Herbert A. Seaby (1898–1979) noch während des Krieges den Standard Catalogue of the Coins of Great Britain and Ireland, der ab 1945 wiederum zweijährlich erschien und mit Strichzeichnungen der Münzen bebildert war.
Redigiert von Peter Seaby, wurde der Standard Catalogue of British Coins ab 1962 in zwei Teilen  I. England and United Kingdom und II. Coins of Scotland, Ireland and the Islands veröffentlicht, in jährlichen Ausgaben und mit Schwarzweißfotos der Münzen. 
Nach einjähriger Pause erschienen ab 1978 Band I (16. Auflage) und 1979 Band II in vergrößertem Format, herausgegeben von Peter Seaby und P. Frank Purvey, bis die Firma Spink & Son den gesamten Verlagsbereich von B.A. Seaby Ltd. übernahm und den Standard Catalogue ab der 33. Auflage 1997 in eigenem Namen publizierte. Mit der 42. Auflage wurde er 2007 auf Farbdruck umgestellt und dazu jede Münze im Katalog neu fotografiert.
Im Jahr 2015 wurde Band I. aufgeteilt in Coins of England & the United Kingdom, Pre-Decimal Issues und Coins of England & the United Kingdom, Decimal Issues. Nach wie vor (57. Auflage, 2022) ist dies der einzige Katalog, der alle wichtigen Münztypen von der keltischen bis zur Dezimalmünze von heute enthält, chronologisch nach Herrschaften geordnet, darunter nach Münzmetallen, Ausgaben, Nennwerten und Jahren mit Varianten. Derzeit (2024) sind die einzelnen Bände in der 59., 10. und 4. Auflage erhältlich.